# Klaus Dieter Vervuert
Klaus Dieter Vervuert (Lindlar, Alemania, 12 de agosto de 1945-Fráncfort del Meno, 9 de mayo de 2017) fue un editor y librero alemán. 

## Biografía y trayectoria
Una estancia en Argentina en su primera juventud despertó su entusiasmo por la literatura latinoamericana, un interés que mantendría durante toda su vida. A mediados de los años sesenta se establecieron en este país estrechos contactos con escritores y editores argentinos. Klaus D. Vervuert comenzó su andadura profesional como traductor al español de poesía alemana contemporánea de autores como Nelly Sachs, Paul Celan e Ingeborg Bachmann, entre otros, y vertiendo al alemán, a su vez, la obra de escritores latinoamericanos como Eduardo Galeano y Alejandra Pizarnik. 
Tras finalizar sus estudios de Filología Románica y Alemana en la Universidad de Fráncfort, en 1975 Klaus D. Vervuert decidió dedicarse a la distribución de publicaciones españolas y latinoamericanas en su país de origen. Dos años más tarde, en 1977, fundó la editorial Iberoamericana Vervuert. En 1996 la editorial estableció una sede en Madrid y en 2004 abrió la Librería Iberoamericana, ubicada en el Barrio de las Letras de la misma ciudad. 
La aportación de Vervuert al desarrollo de los estudios hispánicos e americanistas en Alemania fue muy significativa. En reconocimiento a sus esfuerzos y a su incansable compromiso con esta tarea, en 2009 la Westfälische Wilhelms-Universität de Münster lo nombró doctor honoris causa. En España, en 2016, le fue concedida la Orden Civil de Alfonso X el Sabio, con la que el Ministerio de Cultura de España premia a las personas que se hayan distinguido por los méritos contraídos en los campos de la educación, la ciencia, la cultura.
En su memoria fue creado el Premio de Ensayo Hispánico Klaus D. Vervuert , cuya primera edición se celebró en 2019 y ha galardonado los trabajos de Florencia Bonfiglio (2019), Víctor Escudero Prieto (2021), y Paola Uparela (2023). El Premio, de periodicidad bienal, se concede a un ensayo inédito en el ámbito de los estudios hispánicos.